# Menelik al II-lea
Menelik al II-lea (născut Sahle Maryam) (n. 17 august 1844, Ankober, Shewa, Etiopia  - d. 12 decembrie 1913, Addis Abeba) a fost un împărat  (negus-negesti) al statului semiindependent Shewa, sau Shoa (1865-1889), și împărat al Etiopiei (1889-1913). A fost capturat și închis pentru zece ani, după ce tatăl său, regele Haile Melekot din Shewa, a fost detronat de Teodor II. A evadat în 1865, întorcându-se în Shewa pentru a-și recupera titlul de negus (rege). După moartea împăratului Yohannes IV, a urcat pe tronul etiopian, luându-și numele de la Menelik I, fiul legendar al lui Solomon și al reginei din Saba. În Războiul Italo-Abisinian (1895-1896), când Italia a încercat să transforme Etiopia în protectorat, Menelik a repurtat o victorie strălucită în Bătălia de la Aduwa (1 martie 1896)  și a câștigat independența statului. Ulterior, a extins imperiul etiopian. A inițiat o serie de reforme administrative și programe educaționale moderne, a construit infrastructura țării și fondat noua capitală a Imperiului, Addis Abeba.

## Legături externe
- Imperial Ethiopia Homepages - Emperor Menelik II the Early Years
- Imperial Ethiopia Homepages - Emperor Menelik II the Later Years
- Ethiopian Treasures - Emperor Menelik II Arhivat în 2 octombrie 2013, la Wayback Machine.
- 'The Emperor's electric chair' - Critical re-examination of a popular legend concerning Menelik II Arhivat în 23 octombrie 2010, la Wayback Machine.
- - Who is the count Аbay? Arhivat în 16 iulie 2011, la Wayback Machine.

1. ↑   http://onlinelibrary.wiley.com/doi/10.1002/9781444338232.wbeow003/pdf Lipsește sau este vid: |title= (ajutor)
2. ↑   http://onlinelibrary.wiley.com/doi/10.1002/9781444338232.wbeow003/full Lipsește sau este vid: |title= (ajutor)
3. ↑  Enciclopedia Universală Britanica. Litera. 2010. p. 162.